# Чжан Фей
Чжан Фей (спрощ.: 张飞; кит. трад.: 張飛; піньїнь: zhāng fēi; 167 — 221 ) — китайський державний діяч, військовик періоду Саньго. Генерал Лю Бея, засновника династії Шу. Посмертне ім'я — князь Хуань.

## Короткі відомості
Чжан Фей походив з командирства Чжо. Був земляком Лю Бея. Підтримував його спільно з Гуань Юєм в усіх починаннях та військових походах. Був молодше Гуань Юя і шанував його як старшого брата.
208 року керував ар'єргардом Лю Бея в битві при Чанбані. Прославився тим, що спинив на мосту солдатів-переслідувачів Цао Цао, гучним вигуком: «Я Чжан Іду! Підходь, будемо битись на смерть!»
Після прибуття Лю Бея до країни Шу, воював проти армії генерала Янь Яня, голови командирства Ба, що був призначений ворогом Лю Чжаном. Вражений мужністю і вірністю ворожого генерала, влаштував для нього бенкет. Після підкорення командирства Ба керував його західною частиною. На посаді голови командирства зумів захистити довірені землі від нападу війська Цао Цао під командуванням Цзян Чжана.
Був войовничим і мав дуже лютий норов. Не жалів своїх офіцерів та солдат. Постійно бив їх кийками та нагайками за найменші провини. Під час підготовки до походу на сусідню державу У, загинув від рук своїх підлеглих.